# Phileris diplodus
Phileris diplodus är en tvåvingeart som beskrevs av Tsacas 1976. Phileris diplodus ingår i släktet Phileris och familjen rovflugor. Inga underarter finns listade i Catalogue of Life.